# Іпателе (комуна)
Іпателе (рум. Ipatele) — комуна у повіті Ясси в Румунії. До складу комуни входять такі села (дані про населення за 2002 рік):
- Іпателе (791 особа) — адміністративний центр комуни
- Алексешть (59 осіб)
- Бику (672 особи)
- Куза-Воде (556 осіб)

Комуна розташована на відстані 294 км на північ від Бухареста, 28 км на південний захід від Ясс.

## Населення
За даними перепису населення 2002 року у комуні проживали 2078 осіб, усі — румуни. Усі жителі комуни рідною мовою назвали румунську.
Склад населення комуни за віросповіданням:
| Релігія     | Кількість осіб | Відсоток |
| ----------- | -------------- | -------- |
| православні | 2036           | 98,0%    |
| бретрени    | 41             | 2,0%     |
| адвентисти  | 1              | < 0,1%   |